# Saco (Montana)
Pour les articles homonymes, voir Saco.
Saco est une ville de l'État américain du Montana, située dans le comté de Phillips. Selon le recensement de 2010, sa population est de 197 habitants.